# Wyjątkowo kulturalny weekend
Wyjątkowo kulturalny weekend – trzeci solowy album Krzysztofa Misiaka, wydany w roku 2009.
Płyta zawiera kompozycje jazz-rockowe połączone z muzyką elektroniczną i stanowi stylistyczną kontynuację albumu Wydaje mi się....

## Lista utworów
Opracowano na podstawie materiału źródłowego:
| Nr  | Tytuł utworu               | Długość |
| --- | -------------------------- | ------- |
| 1.  | „Biuro prezesa”            | 5:47    |
| 2.  | „Kulturalny weekend”       | 4:26    |
| 3.  | „Mętny deal”               | 4:44    |
| 4.  | „Całowali się na Tumskiej” | 4:07    |
| 5.  | „Maszyna losująca”         | 5:20    |
| 6.  | „Ani be, ani ce”           | 3:45    |
| 7.  | „Klęska urodzaju”          | 4:34    |
| 8.  | „No Zaiks Dream”           | 5:40    |
| 9.  | „Grypa 2000”               | 4:38    |
| 10. | „Marszobieg”               | 5:06    |
| 11. | „Wiosenne porządki”        | 4:20    |
|     |                            | 52:27   |

Na płytcie znajduje się także teledysk do utworu Krzyszt of Płock z albumu Wydaje mi się...

## Twórcy
Opracowano na podstawie materiału źródłowego:
- Krzysztof Misiak – gitary elektryczne, akustyczne, gitara basowa, perkusja, instrumenty klawiszowe, programowanie midi, efekty, głos
- Paweł Mielnik – edycja dźwięku, edycja perkusji
- Zbigniew Żuk – głos
- Dave Latchaw – syntezator
- Krzysztof Ścierański - gitara basowa
- Piotr Kelm – skrzypce
- Bartosz Łęczycki – harmonijka ustna
- Alicja Łukaszewska – głos
- Dariusz Strugała – zdjęcia